# شورکه
شورکه یک روستا در ایران است که در شهرستان سربیشه واقع شده‌است. شورکه ۱۲۴ نفر جمعیت دارد.